# Міжштатна автомагістраль 40

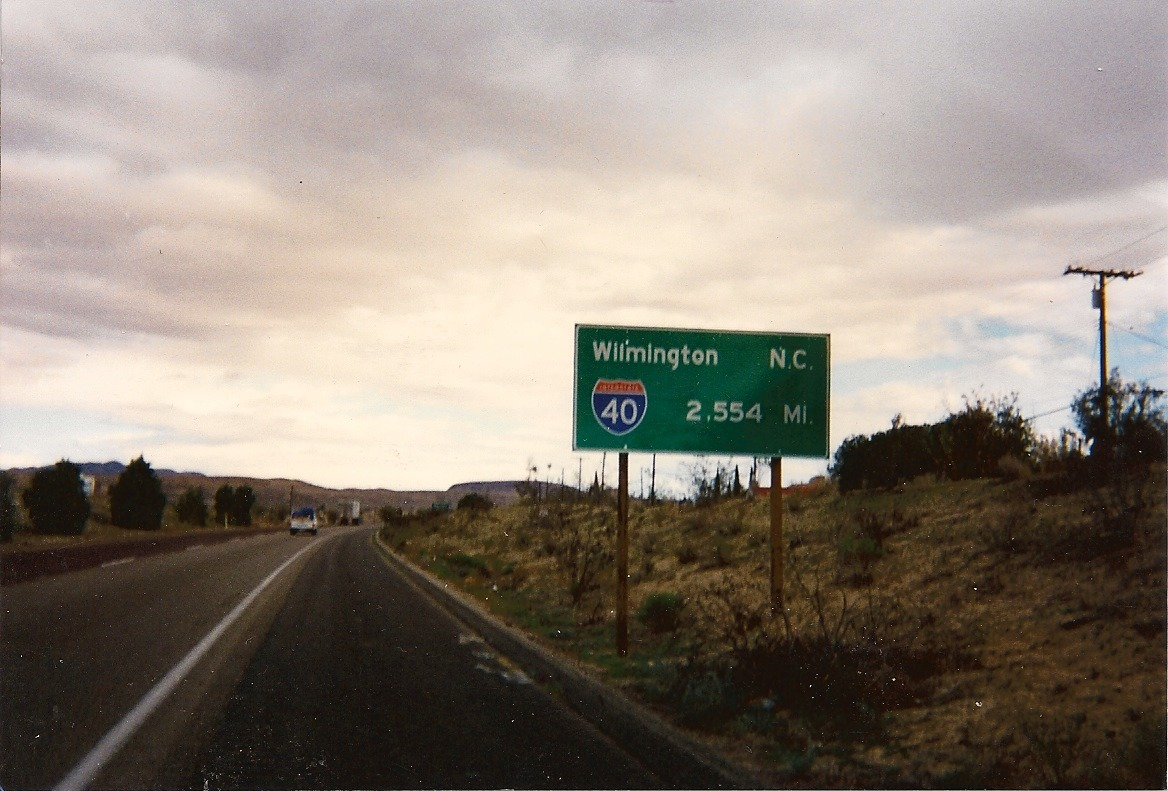
Початок міжштатної автомагістралі 40 поблизу Барстоу, Каліфорнія. Знімок 1997 року.

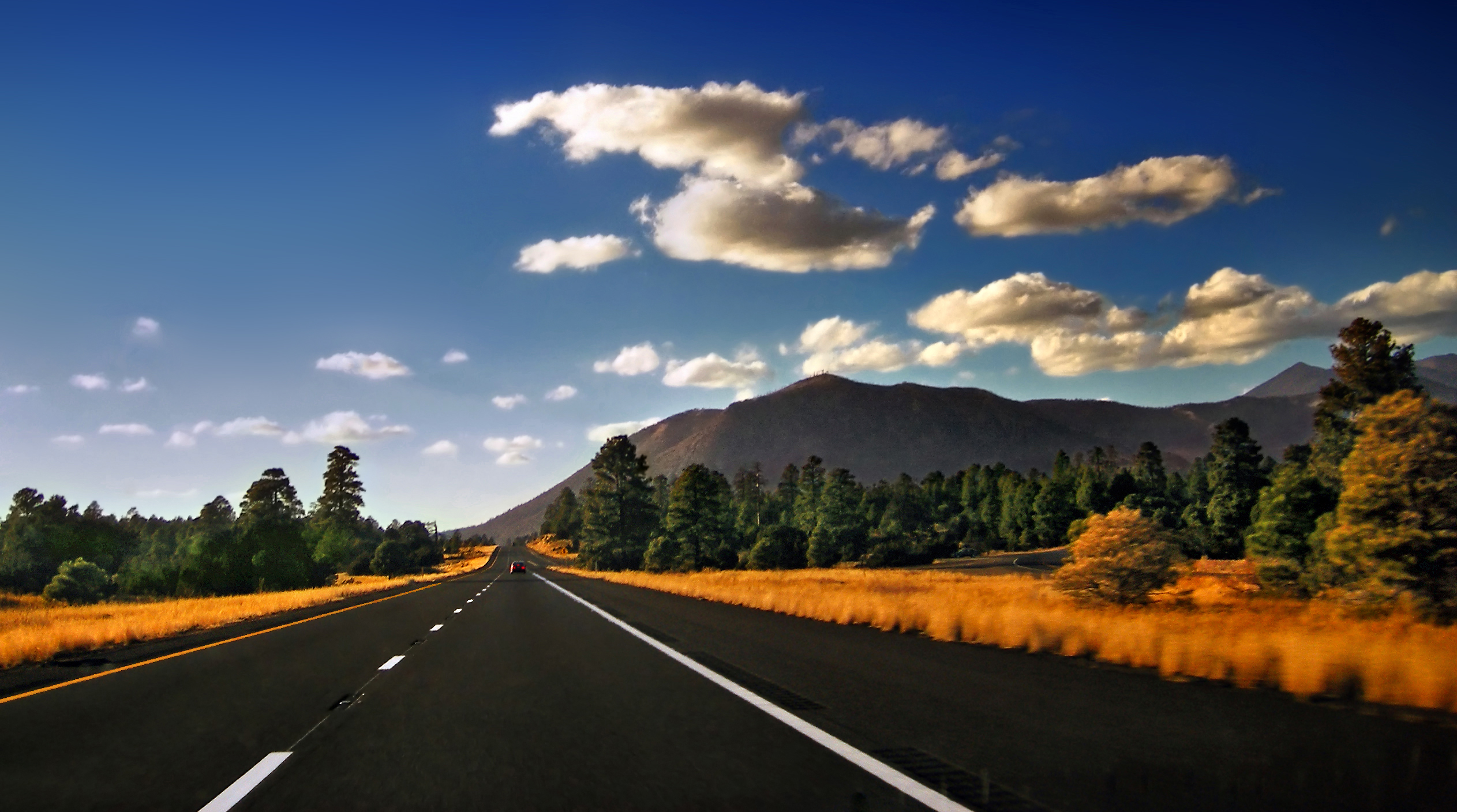
I-40 на захід в напрямку Флагстаффа.

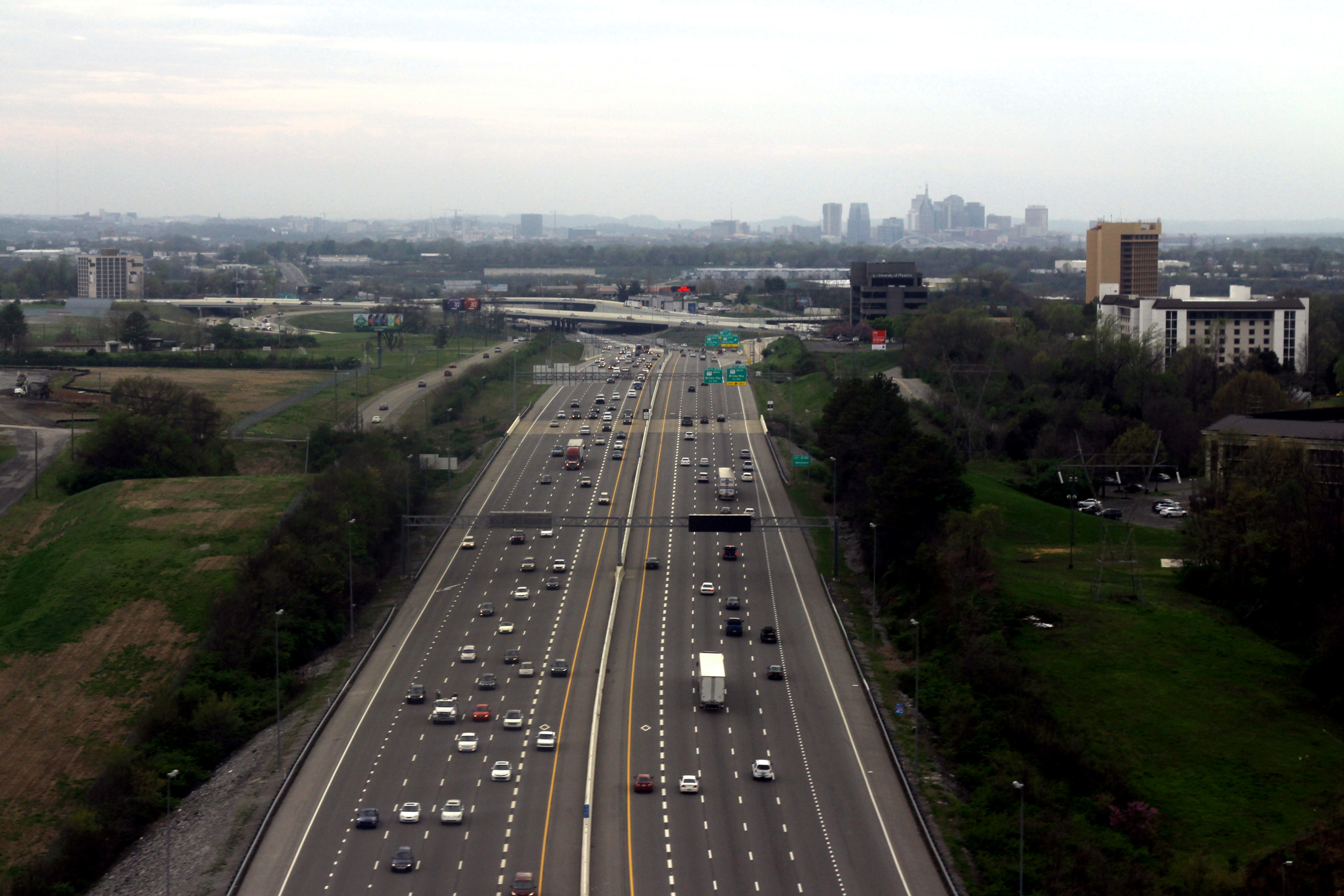
I-40 у Нешвіллі.

Міжштатна автомагістраль 40 (Interstate 40, I-40) — головна міжштатна магістраль зі сходу на захід, що проходить через південно-центральну частину Сполучених Штатів. Завдовжки 2556,61 милі (4114,46 км) це третя за довжиною міжштатна магістраль у країні після I-90 та I-80. Із заходу на схід вона проходить через Каліфорнію, Аризону, Нью-Мексико, Техас, Оклахому, Арканзас, Теннессі та Північну Кароліну. ЇЇ західний кінець знаходиться на автомагістралі I-15 у Барстоу, Каліфорнія, а східний кінець — на паралельній трасі US 117 і шосе Північної Кароліни 132 (NC 132) у Вілмінгтоні, Північна Кароліна. Основні міста, які обслуговуються міждержавними лініями, включають Флегстафф, штат Аризона, Альбукерке Нью-Мексико, Амарилло Техас, Оклахома-Сіті Оклахома, Літл-Рок Арканзас, Мемфіс, Нешвілл і Ноксвілл в Теннессі і Ешвіль, Вінстон-Сейлем, Грінсборо, Дарем, Ролі та Вілмінгтон у Північній Кароліні.
Більша частина західної частини траси I-40, від Барстоу до Оклахома-Сіті, проходить паралельно або накладається на історичну трасу США 66. На схід від Оклахома-Сіті маршрут загалом проходить паралельно трасу США 46 і трасу США 70. I-40 було засновано Федеральною автострадою допомоги Акт 1956 р.; згодом нумерація була затверджена 14 серпня 1957 року разом із більшістю решти системи. Спочатку планувалося, що східна кінцева зупинка буде розташована на I-85 у Ґрінсборо, але пізніше Федеральне управління автомобільних доріг схвалило розширення маршруту до поточної східної кінцевої зупинки у Вілмінгтоні. У результаті це був останній сегмент I-40, який було завершено після його відкриття в 1990 році.

## Опис маршруту
I-40 пролягає зі сходу на захід через вісім штатів. Штат з найдовшою ділянкою шосе — Теннессі; найкоротший сегмент штату знаходиться в Каліфорнії.

### Каліфорнія
I-40 у Каліфорнії проходить через малонаселену західну частину регіону Внутрішня імперія штату. Його західний край знаходиться в Барстоу, Каліфорнія. Відома як автострада Нідлз, вона прямує на схід від Барстоу через пустелю Мохаве в окрузі Сан-Бернардіно до Нідлза, перш ніж перетинати Аризону на південний захід від Кінгмана. I-40 охоплює 155 миль (249 км) у Каліфорнії. Деякі покажчики показують, що контрольним містом для I-40 на захід є Лос-Анджелес, де водії слідуватимуть по I-15 на південь від її західної кінцевої зупинки в Барстоу. Шосе має чотири смуги на всій своїй довжині в штаті.

### Аризона
I-40 — це головний шлях до південного краю Великого Каньйону, з виїздами, що ведуть до Національного парку Гранд-Каньйон у Вільямсі та Флагстаффі. I-40 покриває 359 миль (578 км) в Аризоні. На захід від виїзду 190, на захід від Флагстаффа, знаходиться його найвища точка вздовж I-40 у США, оскільки дорога перетинає трохи більше 7320 футів (2230 м). I-40 також проходить через Націю Навахо, найбільшу індіанську резервацію в США. Як і відрізок Каліфорнії, шосе має чотири смуги на всій своїй довжині в штаті.

### Texac
У західній частині Техасу є кілька доріг ранчо, які з'єднані безпосередньо з міжштатною автомагістраллю. Єдине велике місто в Техасі, яке безпосередньо обслуговує I-40, це Амарилло, яке з'єднується з I-27, що йде на південь до Лаббока. I-40 також з'єднується з US 287, що проходить на південний схід до Далласа–Форт-Ворту та US 87/US 287 на північ до Дюма, а потім до Оклахоми. I-40 має лише один центр прийому гостей у штаті, який розташований в Амарілло на виїзді з Міжнародного аеропорту Ріка Хасбенда Амарілло, який обслуговує обидві сторони міжштатної автомагістралі.

### Теннессі
Штат Теннессі має найдовший сегмент I-40 — 455 миль (732 км). Міжштатна автомагістраль проходить через усі три райони штату Теннессі та три його найбільші міста: Мемфіс, Нашвілл і Ноксвілл. Джексон, Ліван, Куквілл, Кроссвілл і Ньюпорт — це інші відомі міста, через які проходить I-40. Перш ніж покинути штат, I-40 в'їжджає в Грейт-Смокі-Маунтінс у напрямку Північної Кароліни.

## Історія
Приблизно 1000 миль (1600 км) I-40 слідує загальному маршруту Beale's Wagon Road від Арканзасу до Каліфорнії. Beale's Wagon Road була побудована в 1857—1859 роках командою під керівництвом лейтенанта Едварда Фіцджеральда Біла з використанням верблюдів як в'ючних тварин.
В Альбукерке, Нью-Мексико, I-40 спочатку мав замінити Центральну авеню через центр міста. Однак через розвиток і протидію громадськості було обрано маршрут, що пролягає на північ від цього маршруту. Автомагістраль перетинає Центральний проспект в обох кінцях міста.
У 1957 році Департамент автомобільних доріг Каліфорнії запропонував перенумерувати маршрут на I-30, оскільки в штаті вже існує US 40. Потім US 40 було виведено з експлуатації в Каліфорнії в 1964 році в рамках масштабної реконструкції загальної системи нумерації шосе Каліфорнії, тож проблема була вирішена. Уряд штату Каліфорнія подав Автошлях штату Каліфорнія 58 між Барстоу та Бейкерсфілдом щодо потенціалу розширення I-40 у 1956 та 1968 роках, хоча ці запити були відхилені Ця частина SR 58 колись була підписана як US 466.
З 1963 по 1966 рік уряд США розглядав план, який є частиною проекту Плаушер, щодо використання атомних бомб для розкопок шляху для I-40 через Каліфорнію. Проект був скасований в основному через вартість розробки вибухівки та через відсутність «чистої бомби».
Перший відрізок I-40 у Теннессі повторно використовував коротку автостраду в Ноксвіллі під назвою Magnolia Avenue Expressway, яка була відкрита на два сегменти в 1952 і 1955 роках. Відрізок між Мемфісом і Нешвілом, завершений 24 липня 1966 року, був першим великим відрізок автомагістралі між штатами завершено в штаті. Остання спочатку запланована ділянка шосе в Теннессі, розташована на схід від Ноксвілла, була частково відкрита 20 грудня 1974 року і повністю відкрита 12 вересня 1975 року.
У 1971 році Комісія з автомобільних доріг штату Північна Кароліна схвалила план розширення I-40 від Research Triangle Park до I-95, на відстань 41 милю (66 км), вартістю 75 мільйонів доларів (еквівалент 374,51 мільйона доларів у 2020 році). 19]). Більша частина шосе мала б чотири смуги, хоча шість смуг, ймовірно, були поблизу Ролі, де I-40 продовжувала б Белтлайн. Розглядалося кілька маршрутів, але на той час найбільш ймовірний маршрут закінчувався на північ від Смітфілда.
У період з травня 1980 року по березень 1982 року на I-40 у Ноксвіллі було здійснено масштабний проект, який розширив маршрут, ліквідував кілька розв'язок, додав фасадні дороги та реконструював схильну до заторів конюшинову розв'язку з I-75, яка отримала прізвисько «Malfunction Junction», у трирівневу стекову розв'язку. Це було проведено в рамках більшого проекту з покращення доріг у районі Ноксвілла вартістю 250 мільйонів доларів (еквівалент 579 мільйонів доларів у 2020 році) у рамках підготовки до Всесвітньої виставки 1982 року.
Двофазний проект вартістю 203,7 мільйона доларів США під назвою «SmartFix 40» призвів до повного закриття короткої ділянки I-40 через Ноксвіль з 1 травня 2008 року по 12 червня 2009 року. Це було зроблено для того, щоб прискорити терміни будівництва, і протягом цього часу наскрізний рух повинен був використовувати I-640. Обидві фази проекту отримали нагороду America's Transportation Award від AASHTO у 2008 та 2010 роках відповідно.